# Bunar, Srbija
Bunar (izvirno srbsko Бунар) je naselje v Srbiji, ki upravno spada pod Mesto Jagodina; slednja pa je del Pomoravskega upravnega okraja.

## Demografija
V naselju, katerega izvirno (srbsko-cirilično) ime je Бунар, živi 428 polnoletnih prebivalcev, pri čemer je njihova povprečna starost 49,6 let (47,9 pri moških in 51,3 pri ženskah). Naselje ima 175 gospodinjstev, pri čemer je povprečno število članov na gospodinjstvo 2,83.
To naselje je, glede na rezultate popisa iz leta 2002, večinoma srbsko, a v času zadnjih treh popisov je opazno zmanjšanje števila prebivalcev.
|  |

| Demografija | Demografija     | Demografija     |
| Leto        | Št. prebivalcev | Št. prebivalcev |
| ----------- | --------------- | --------------- |
|             |                 |                 |
|             |                 |                 |
|             |                 |                 |
|             |                 |                 |
| 1948        | 821             |                 |
| 1953        | 813             |                 |
| 1961        | 867             |                 |
| 1971        | 760             |                 |
| 1981        | 656             |                 |
| 1991        | 575             | 565             |
| 2002        | 520             | 495             |
|             |                 |                 |

| Etnična sestava po popisu iz leta 2002 | Etnična sestava po popisu iz leta 2002 | Etnična sestava po popisu iz leta 2002 | Etnična sestava po popisu iz leta 2002 | Etnična sestava po popisu iz leta 2002 |
| -------------------------------------- | -------------------------------------- | -------------------------------------- | -------------------------------------- | -------------------------------------- |
| Srbi                                   | Srbi                                   |                                        | 466                                    | 94,14%                                 |
| Črnogorci                              | Črnogorci                              |                                        | 22                                     | 4,44%                                  |
| Hrvati                                 | Hrvati                                 |                                        | 2                                      | 0,40%                                  |
| Makedonci                              | Makedonci                              |                                        | 1                                      | 0,20%                                  |
| Neznano                                | Neznano                                |                                        | 3                                      | 0,60%                                  |